# Uranía Flaburi
Uranía Flaburi (en griego: Ουρανία Φλαμπούρη) es una deportista griega que compitió en vela en la clase Laser Radial. Ganó una medalla de bronce en el Campeonato Mundial de Laser Radial de 1991.

## Palmarés internacional
| \| Campeonato Mundial \| Campeonato Mundial \| Campeonato Mundial \| Campeonato Mundial \| \| Año \| Lugar \| Medalla \| Clase \| \| ------------------ \| --------------------- \| ------------------ \| ------------------ \| \| 1991 \| Porto Carras (Grecia) \| Medalla de bronce \| Laser Radial \| |                       |                   |              |
| Campeonato Mundial |                       |                   |              |
| Año | Lugar                 | Medalla           | Clase        |
| 1991 | Porto Carras (Grecia) | Medalla de bronce | Laser Radial |